# Galerie 2016
La Galerie 2016 est une galerie d'art située à Hauterive dans le canton de Neuchâtel en Suisse.

## Histoire
La galerie a été fondée en 1968, par Alain Petitpierre. Elle est gérée par une association, appelée groupe 2016.
Les objectifs de cette galerie sont de sensibiliser les visiteurs à l’art contemporain ; de découvrir et faire vivre les artistes ; de permettre à ses sociétaires de recevoir en contrepartie une gravure ou un multiple d’artistes exposés par la galerie.
Le groupe et la Galerie 2016 organisent des manifestations culturelles et festives. Visites de musées et de galeries rassemblent, au moins une fois l'an, les membres du groupe qui sont préalablement documentés sur le lieu choisi.
Ce tissu de relations, qui va au-delà du contact acheteur-vendeur, crée incontestablement une ouverture vers l'art pour des personnes qui n'auraient sans doute jamais l'occasion de s'y intéresser. Cette activité interne du groupe est doublée par celle de la galerie qui agit aussi hors de son lieu d'implantation. Elle organise en Suisse et à l'étranger des expositions d'artistes qu'elle défend et qu'elle soutient.
Une liste des principales expositions organisées hors les murs est disponible sur le site de la galerie.

## Le lieu

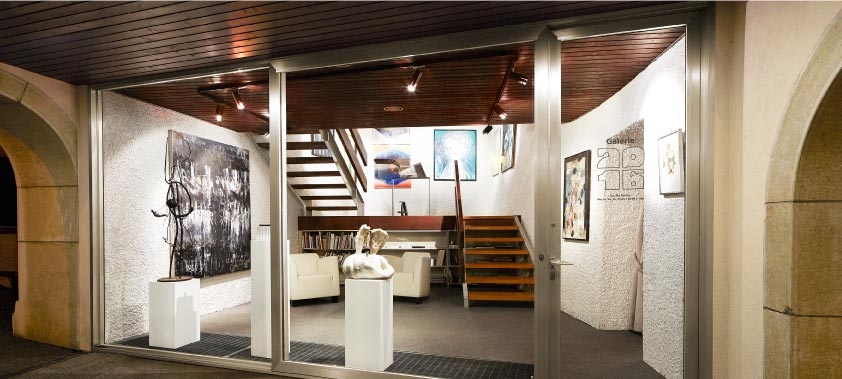
Vue de la galerie.

La commune d’Hauterive acquit cette maison à la fin du XVIe siècle pour y installer une boucherie et un four. C’est aussi dans cet immeuble que se tint l’école jusque vers 1830. L’inscription sur le linteau de la porte : « La paix soit seans » rappelle que les habitants qui venaient faire cuire ici leur pain et des gâteaux ou sécher des légumes et des fruits avaient de nombreuses raisons de se disputer l’accès au four.
La présence d’un four en pleine localité est insolite car, vu le danger d’incendie, on construisait les fours à l’écart des maisons. Celui-ci servit longtemps à toute la population avant d’être abandonné au début du XIXe siècle, au moment où la plupart des maisons possédaient leur propre four. L'architecte Alfred Habegger remit en état les locaux en 1974 pour l’ouverture de la Galerie 2016.
La Galerie 2016 est un lieu privé, spécialement aménagé pour mettre en valeur et montrer des œuvres d'art (peintures, dessins, photographies, sculptures...) à un public de visiteurs, dans le cadre d'expositions temporaires ou permanentes.

## Publications
- Galerie 2016, Galerie 2016, édition Galerie 2016, 1971
- Riccardo Pagni: gravures 1971 : exposition, Galerie 2016, édition Galerie 2016, 1972
- Sculptures récentes de R. Jacot-Guillarmod: Galerie 2016, Peseux, du 9 septembre au 8 octobre 1972, Jean Buhler, édition Galerie 2016, 1972
- Lubomir Stepan: boîtes à objets, collages, dessins : exposition, Galerie 2016, Hauterive, du 14 novembre au 1er décembre 1974 : [catalogue], édition Galerie 2016, 1974
- Roger Vogel: Peintures et dessins. Exposition, Galerie 2016, Hauterive, 15 février - 16 mars 1975. [Catalogue], Roger Vogel, édition Galerie 2016, 1975
- Maurice Frey: Peintures et dessins. Exposition, Galerie 2016, Hauterive, 30 mai - 29 juin 1975. [Catalogue], Maurice Frey, édition Galerie 2016, 1975
- Haim Kern: peintures, collages, dessins et estampes : Galerie 2016, Maison des Arcades, Hauterive, 5.9. - 5.10.1975, Haim Kern, édition Galerie 2016, 1975
- Marco Pellegrini, sculpteur: exposition, Galerie 2016, Hauterive, du 9 avril au 16 mai 1976, Marco Pellegrini, édition Galerie 2016, 1975
- Hugo Schuhmacher: Galerie 2016, Hauterive, 1973, Hugo Schuhmacher, édition Galerie 2016, 1976
- Hugo Schuhmacher: Peintures, dessins, sérigraphies. Exposition, Galerie 2016, Hauterive, 23 octobre - 21 novembre 1976. Catalogue, Hugo Schuhmacher, édition Galerie 2016, 1976
- Zaline: dessins, peintures ; Marc Jurt : gravures : Galerie 2016, Hauterive, du 3 juin au 3 juillet 1977 : exposition , édition Galerie 2016, 1977
- Ronald Burns: dessins : exposition, Galerie 2016, Hauterive, 24 septembre - 23 octobre 1977, Ronald Burns, édition Galerie 2016, 1977
- Michel Seuphor: dessins, collages, estampes : Galerie 2016, Hauterive, du 5 au 24 novembre 1977 : exposition , édition Galerie 2016, 1977
- Irena Dedicova: exposition... Galerie 2016, Hauterive, du 14 janvier au 12 février 1978, édition Galerie 2016, 1978
- Frédéric Bouché: dessins : Galerie 2016, Hauterive, du 15 avril au 14 mai 1978 : exposition, édition Galerie 2016, 1978
- 2016 un groupe, une galerie d'art , Galerie 2016, édition Galerie 2016, 1978
- Jean-François Favre: gouaches et fusains : exposition, Galerie 2016, Hauterive, 3 mars-1er avril 1979, Jean-François Favre, édition Galerie 2016, 1979
- Christiane Buhler: dessins et gravures ; Michel Faget : dessins ; Margrit Leuenberger : dessins : Galerie 2016, Hauterive, du 2 juin au 1er juillet 1979 : exposition , édition Galerie 2016, 1979
- Michel Terrapon, graveur: exposition, Galerie 2016, Hauterive, vendredi 18 janvier 1980 : [catalogue], Michel Terrapon, édition Galerie 2016, 1980
- François Boson: peintures et dessins récents : exposition, Galerie 2016, Hauterive, 31 mai au 29 juin 1980, François Boson, édition Galerie 2016, 1980
- A. Montandon: richesse du tragique , Aimé Montandon, Sylvio Acatos, édition Galerie 2016, 1982
- Maria De Bonis: dessins : [exposition], Galerie 2016, Hauterive, du 27 avril au 27 mai 1984 : [catalogue], Maria De Bonis, édition Galerie 2016, 1984
- Claudine Grisel , Claudine Grisel, édition Galerie 2016, 1986
- Alternatives, Musée d'Art et d'Histoire Neuchâtel et Galerie 2016 Hauterive, du 19 novembre 1988 au 15 janvier 1989, Sylviane Girod, édition Galerie 2016, 1988
- Galerie et Groupe 2016, Volume 2, Alain Petitpierre, édition Galerie 2016, 1988
- Triptyques: 3 : Galerie et groupe 2016, Galerie 2016, édition Galerie 2016, 1999
- Nicola Marcone: peintures 1992-1993 : [exposition], ACP Viviane Ehrli Galerie, Zürich, [13.1.-19.2.1994]; Galerie 2016, Hauterive/Neuchâtel, [23.10.-13.11.1994]; Galerie 2016, Bruxelles, [1995] : [catalogue], Nicola Marcone, Peter Killer, Inge Hanneforth, Galerie 2016 (Bruxelles), ACP, Viviane-Ehrli-Galerie (Zürich). Ausstellung, édition Galerie 2016, 1994
- Jean Revol, 1997
- Alain Winance: peintures récentes : exposition, Galerie 2016, Maison des Arcades, Hauterive/Neuchâtel, 21 octobre - 18 novembre 2001, Alain Winance, édition Galerie 2016, 2001
- Riccardo Pagni: reliefs peints et aeromobili : [exposition:] Galerie 2016, Neuchâtel, du 25 novembre - 23 décembre 2001, Riccardo Pagni, édition Galerie 2016, 2001
- Bayod Serafini: peintures récentes et petits bronzes : exposition, Galerie 2016, Maison des Arcades, Hauterive/Neuchâtel, 20 janvier - 17 février 2002, Juan Carlos Bayod Serafini, édition Galerie 2016, 2002
- Valeria Codoni: peintures récentes : exposition, Galerie 2016, Hauterive/Neuchâtel, 21 avril - 19 mai 2002, Valeria Codoni, édition Galerie 2016, 2002
- Marguerite Saegesser - peintures: exposition: 21 novembre - 23 décembre 2004, Galerie 2016, Hauterive/Neuchâtel , Marguerite Saegesser, édition Galerie 2016, 2004
- Phil Billen: navires et sirènes : exposition : 29 janvier - 26 février 2006, Galerie 2016, Hauterive , édition Galerie 2016, 2006
- Charlotte Vindevoghel: peintures récentes : exposition, 27 janvier - 9 mars 2008, Galerie 2016, Hauterive , Alain Petitpierre, édition Galerie 2016, 2008
- Galerie et groupe 2016, Galerie 2016, édition Galerie 2016, 2009